# Transkei
Republika Transkei byl loutkový stát na jihu Afriky, který vznikl v důsledku politiky apartheidu a existoval v letech 1976 až 1994. Měl rozlohu 41 000 km², v roce 1992 v něm žilo 4 780 000 obyvatel. Hlavním městem byla Umtata.
Název Transkei označuje část Kapska na východ od řeky Great Kei River, kde žijí převážně Xhosové. V roce 1959 zde vytvořila jihoafrická vláda bantustan pro domorodé obyvatelstvo, který získal roku 1963 vnitřní samosprávu a 26. října 1976 plnou nezávislost. Tu ale nikdo kromě JAR neuznal (Lesotho odmítlo navázat s Transkei diplomatické styky, i když se ho k tomu Jihoafričané snažili donutit hospodářskou blokádou). Záměrem bylo vytlačit černochy z atraktivnějších oblastí a soustředit je ve formálně nezávislých státečcích, které však byly ekonomicky i politicky plně závislé na bělošské vládě v Pretorii. Transkei byla z deseti bantustanů nejstarší a nejlidnatější. Africký národní kongres zřizování bantustanů kritizoval jako nástroj diskriminace původních obyvatel.

Topografická mapa Republiky Transkei

Transkei byla chudá země, hlavním zdrojem příjmů byly platy transkeiských občanů pracujících v Jihoafrické republice. Platidlem byl jihoafrický rand. Ačkoli oficiálně existovalo více stran, všechnu moc držela Transkei National Independence Party. Samovládcem byl Kaiser Matanzima, po vojenském převratu v roce 1986 ho vystřídal Bantu Holomiza. V roce 1994 byl v důsledku pádu apartheidního režimu bantustan Transkei zrušen a stal se součástí provincie Východní Kapsko.